# Львов, Григорий Васильевич
Григорий Васильевич Львов (ум. 1647) — государственный деятель Русского царства.

## Биография
В 1629—1640 гг. Григорий Васильевич Львов был дьяком, а с 1640 года думным дьяком.
В 1639—1646 гг. он был в Новгородской чети, в Ямском приказе и в Посольском приказе.
В 1637 году в день Светлого Христова Воскресения Григорий Васильевич Львов обедал у царя. В 1639 году в январе дневал и ночевал у гроба царевича Ивана Михайловича.
С 1641 года Г. В. Львов обедал иногда за царским столом, находился в числе лиц, оставляемых царем на Москве во время его богомольных походов; бывал в ответе с датскими, турецкими, литовскими и кизилбашскими послами; объявлял их царю, а им объявлял государево жалованье.
В ноябре 1646 года Львов не смог присутствовать на приеме царем литовских посланников из-за болезни.
Григорий Васильевич Львов умер 28 декабря 1646 (7 января 1647).